# Operação Alacrity
Operação Alacrity  foi o codinome de uma operação militar planeada pelo Alto-Comando dos Estados Unidos da América durante a Segunda Guerra Mundial, cujo principal objetivo era a ocupação dos Açores por razões estratégicas.